# تانسو چیللر
تانسو چیلَر یا تانسو چیللَر (به ترکی استانبولی: Tansu Çiller) (زادهٔ ۲۴ مه ۱۹۴۶) اقتصاددان و سیاست‌مدار اهل ترکیه است. او نخستین و تا امروز تنها نخست‌وزیر زن ترکیه بوده است.

## زندگی‌نامه
تانسو چیلر در استانبول به دنیا آمد و از دانشکدهٔ اقتصاد دانشگاه بغازیچی دانش‌آموخته شد. چیلر دکترای خود را از دانشگاه کنتیکت آمریکا دریافت کرد و تحصیل خود را در مرحله فوق دکترا در دانشگاه ییل به پایان رساند. او در سال ۱۹۸۳ استادیار شد و در ۱۹۷۸ به استادی دانشگاه رسید.